# Upplands runinskrifter 980
Runinskrift U 980 består av några runstensfragment som nu är placerade utanför Gamla Uppsala kyrka i Uppsala socken, Uppland. 

## Fragmenten
I 1700-talets början blev bitarna av den sönderslagna runstenen framtagna ur en ugnsmur i prästgårdens bagarstuga. Man vet inte var stenen ursprungligen har stått. Ornamentiken som enligt Peringskiölds teckning går i Urnesstil består av en runorm som följer stenens form och inramar ett fyrfotadjur. Enligt äldre samtida noteringar lyder den från runor translittererade och översatta inskriften enligt nedan: 

## Inskriften
Translitterering av runraden:
[× ailifr × auk siku]iþr × li[tu × raisa × stain × iftiʀ + uifast] × faþu[r × sin +]
Normalisering till runsvenska:
Æilifʀ ok Sigviðr letu ræisa stæin æftiʀ Vifast, faður sinn.
Översättning till nusvenska:
Eliv och Sigvid läto resa stenen efter Yifast, sin fader.

## Förbindelser med andra stenmonument

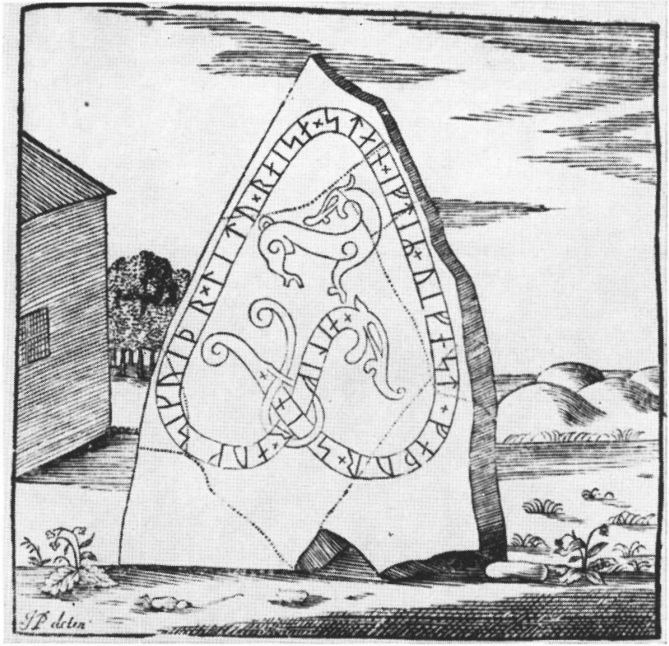
Runsten U 980 i Gamla Uppsala med gravhögar i bakgrunden. Teckning av Johan Peringskiöld.

Namnet Sigviðr förekommer även på en annan runsten i Gamla Uppsala, nämligen U 978. Dessa är olika män: Sigvid på U 978 är son till Vidiarfʀ, Sigvid på U 980 är son till Vifastr. Det är märkligt att båda namnen Vidiarfʀ och Vifastr är bildade på ett liknande sätt: förleden är Vi-, sedan ett adjektiv. 
På en närbelägen runsten, U 976 vid Råby i Vaksala socken, nära gränsen till Gamla Uppsala, förekomma likaså ett par likformade namn på de två bröderna Asdiarfʀ och Asfastr. 
Det är troligt att även Vidiarfʀ på U 978 och Vifastr på U 980 varit bröder, eller åtminstone tillhört samma familj. Sigvid som låter resa U 978, och Sigvid som med sin broder Eliv låter resa U 980, kunde sålunda ha varit kusiner.